# La clave está en Rebeca
La clave está en Rebeca (en inglés The Key to Rebecca) es el título de una novela de ficción histórica escrita por Ken Follett y publicada en 1980.
La novela comienza con una cita atribuida al mariscal de campo alemán Erwin Rommel, en la que alaba la labor de su espía infiltrado en El Cairo, John Eppler. Así, el personaje de Alex Wolff podría estar basado en este espía real.

## Argumento
Alex Wolff, ciudadano alemán cuyo padrastro era egipcio, realiza un extenuante viaje a través del desierto con el fin de llegar a El Cairo. Gracias a sus contactos en la ciudad y a su dominio del idioma árabe, cuenta con grandes cualidades para convertirse en uno de los principales espías alemanes en la batalla en el norte de África. Wolff, nacionalista ferviente, sueña con contribuir a la victoria de la Alemania Nazi en la Segunda Guerra Mundial y a la expulsión de los británicos de Egipto.
No obstante, tras intentar burlar al ejército inglés, sus esperanzas de pasar desapercibido como espía alemán se vienen abajo cuando ocurre un desgraciado encuentro con una patrulla, tras el que se ve obligado a asesinar a un cabo inglés en la ciudad de Asiut.
Llegado a El Cairo, Wolff consigue suministrar a Rommel información muy valiosa sobre las defensas y las estrategias aliadas en la defensa de Egipto. Esta información es enviada por medio de una radio y de un código basado en la novela Rebeca, de Daphne du Maurier.
A través del incidente de Asiut, el oficial inglés William Vandam inicia la persecución de Wolff, que llega a convertirse en una obsesión.
Se trata de un relato de luchas casi personales en el marco del conflicto bélico que da como resultado una atractiva novela en la que el espionaje y el entorno militar e histórico nos facilitan una inmersión en la historia que lleva a una gran credibilidad.
La historia está basada en hechos reales, la vida del espía alemán John Eppler, quien fue el hijastro de un acomodado hombre de negocios egipcio y reclutado por los servicios de inteligencia alemanes y usara como código el libro Rebecca, antes mencionado y fuera conocido con el nombre clave de Cóndor. Su historia y personalidad difieren bastante de lo planteado por Follett y por la película. Eppler sobrevivió  a la guerra y escribió un libro con sus memorias llamado "Cóndor, el espía de Rommel".[cita requerida]

## Versión cinematográfica
En 1985 se realizó una versión cinematográfica dirigida por David Hemmings, con David Soul en el papel de Alex Wolff y Cliff Robertson en el de William Vandam.